# بكساتر
بكساتر أو باكساترو أو بكرسلو، هي ملكة نوبية كوشية عاشت في عهد الأسرة الخامسة والعشرين في مصر، وهي زوجة الملك بيعنخي.

## عائلتها
الملكة بكساتر هي ابنة الملك كاشتا والملكة ببتما، وشقيقة وزوجة الملك بيعنخي.

## نقوش تمثلها
تظهر الملكة بكساتر مع زوجها الملك بيعنخي في نقش بمعبد آمون في جبل بركل، حيث يرتدي بيعنخي ملابس الكاهن الأكبر لآمون ويتعبد لتمثال الإله أمامه. ويقول عالما الآثار لامينغ وماكآدم أنها ابنة تبنتها الملكة ببتماولم تلدها.

## مدفنها
دفنت الملكة بكساتر في أبيدوس بمصر، وتم العثور على أجزاء من أسكفة باب وثلاث عتبات أبواب ولوحة جنائزية جميعها باسمها.

## ألقابها
- ابنة الملك.
- زوجة الملك.
- الزوجة الملكية العظمى.[2]